# نوکمرکلی پاپوآیی
نوکمرکلی پاپوآیی (نام علمی: Daphoenositta papuensis)، یکی از سه گونه پرنده در خانواده نوکمرکلیان و بومی گینه نو، جایی که در ارتفاعات یافت می‌شود.